# Chané jezik
Chané jezik (ISO 639-3: caj), izumrli jezik Chané Indijanaca iz Bolivije i Argentine koji se danas služe varijantom guaranskog jezika chiriguano. Potomci im se danas nazivaju Izoceño. U Boliviji žive u departmanu Santa Cruz, a u Argentini u provinciji Salta, 758 etničkih (1995).
Pripadao je aravačkoj porodici jezika. Guaranizacija Chané-a započela je prije nekih 300 godina. Još je bilo nešto izvornih govornika 20.-tih godina 20 stoljeća od kojih su u šezdesetim još svega tri starca znala svega nekoliko riječi.

## Vanjske poveznice
- Ethnologue (14th)
- Ethnologue (15th)
- Ethnologue (16th)
- The Chané Language  Arhivirana inačica izvorne stranice od 25. prosinca 2009. (Wayback Machine)